# ضريح فوتاراسان
ضريح فوتاراسان (باليابانية: 二荒山神社) هو جينجا شنتو يقع في مدينة نيكو، محافظة توتشيغي، اليابان. يُعرف أيضًا باسم ضريح نيكو فوتاراسان، لتمييزه عن ضريح أوتسونوميا فوتاراياما جينجا، الذي يشترك في نفس الكانجي في اسمه. يدعي كلا الضريحين لقب إيتشينوميا لمقاطعة شيموتسوكي السابقة. يقام المهرجان الرئيسي للضريح سنويًا من 13 أبريل إلى 17 أبريل.
في عام 1998، صنفت الحكومة اليابانية المنطقة كموقع تاريخي وطني تحت الاسم الجماعي نِيكّوسانّاي، وفي العام التالي أدرجتها اليونسكو تحت اسم "أضرحة ومعابد نِيكّو" في قائمة التراث العالمي.
يحتوي الضريح على سيفين يعتبران من الكنوز الوطنية لليابان. كما تم إدراج العشرات من المباني والتحف الثقافية كممتلكات ثقافية وطنية مهمة. وقد تم تصنيف المنطقة كموقع تاريخي وطني.
تم بناء الضريح ككل لعبادة ثلاثة ألهه يمثلون جبال نانتاي ونيوهو وتارو: الأب أوناموتشي نو ميكوتو، والأم تاغوريهيمى نو ميكوتو، والطفل أجيسوكي تاهاهيكونى نو ميكوتو. يعرف الإله الأبوي باسم آخر هو أوكونينوشي نو ميتوكو، المعروف بأنه الإله الذي يراقب العلاقات الرومانسية وغيرها من العلاقات الشخصية. وهكذا بنى ضريح فوتاراسان اسمًا لنفسه على مر السنين كمكان للصلاة من أجل فرص الزواج الجيدة والسعادة الزوجية.